# Collada Gran (Espui)
La Collada Gran, és un coll a 2.122,3 msnm del terme municipal de la Torre de Cabdella, en el seu terme primigeni, del Pallars Jussà.
Està situada a la part oest del terme, al sud-oest d'Espui, al costat de ponent del Tossal de la Collada Gran, i al nord-est del Tossal de la Costa, a la dreta del barranc dels Verdins.